# Manin
Manin (niederländisch Manning) ist eine französische Gemeinde mit 182 Einwohnern (Stand 1. Januar 2022) im  des Départements Pas-de-Calais. Sie gehört zum Arrondissement Arras, zum Kanton Avesnes-le-Comte und zum Gemeindeverband Campagnes de l’Artois.

## Lage
Die Gemeinde Manin liegt im Südosten der Landschaft Artois, 15 Kilometer westlich von Arras. Nachbargemeinden von Manin sind Izel-lès-Hameau im Nordosten, Noyelle-Vion im Südosten, Beaufort-Blavincourt im Süden, Lignereuil im Südwesten, Givenchy-le-Noble im Westen sowie Villers-Sir-Simon im Nordwesten.

## Bevölkerungsentwicklung
| Jahr                       | 1962 | 1968 | 1975 | 1982 | 1990 | 1999 | 2006 | 2012 | 2022 |
| -------------------------- | ---- | ---- | ---- | ---- | ---- | ---- | ---- | ---- | ---- |
| Einwohner                  | 155  | 149  | 146  | 151  | 158  | 178  | 188  | 197  | 182  |
| Quellen: Cassini und INSEE |      |      |      |      |      |      |      |      |      |

## Sehenswürdigkeiten

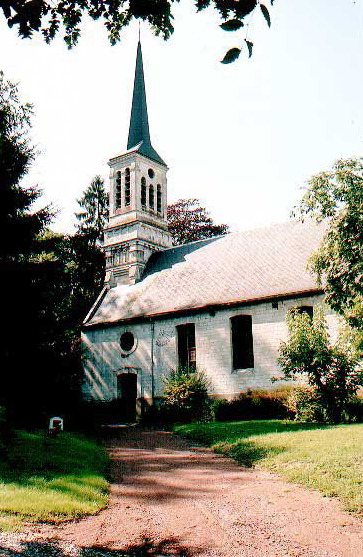
Kirche Saint-Maclou
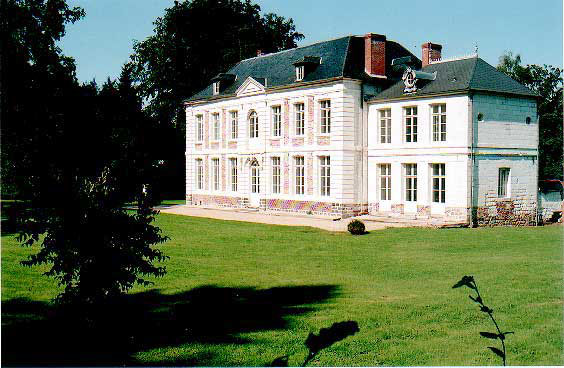
Schloss

- Kirche Saint-Maclou
- Schloss